# Qui tam
Qui tam — концепция общего права, согласно которой лицо, способствующее обвинению, может быть вознаграждено частью взыскания, наложенного на виновную сторону. Название концепции происходит от латинской фразы qui tam pro domino rege quam pro se ipso in hac parte sequitur, означающей «[тот] кто подаёт иск как от имени короля, так и от себя».
Практические современные реализации qui tam наделяют любое лицо, располагающее соответствующей информацией — информатора, — правом заявлять от имени государства иск о ненадлежащем использовании общественных ресурсов. В случае успеха иска информатор может претендовать на долю от компенсации, уплачиваемой ответчиком по иску. Как правило, вознаграждение информатора составляет от 15 до 30 % компенсационных выплат ответчика.